# Zoltán Palugyay

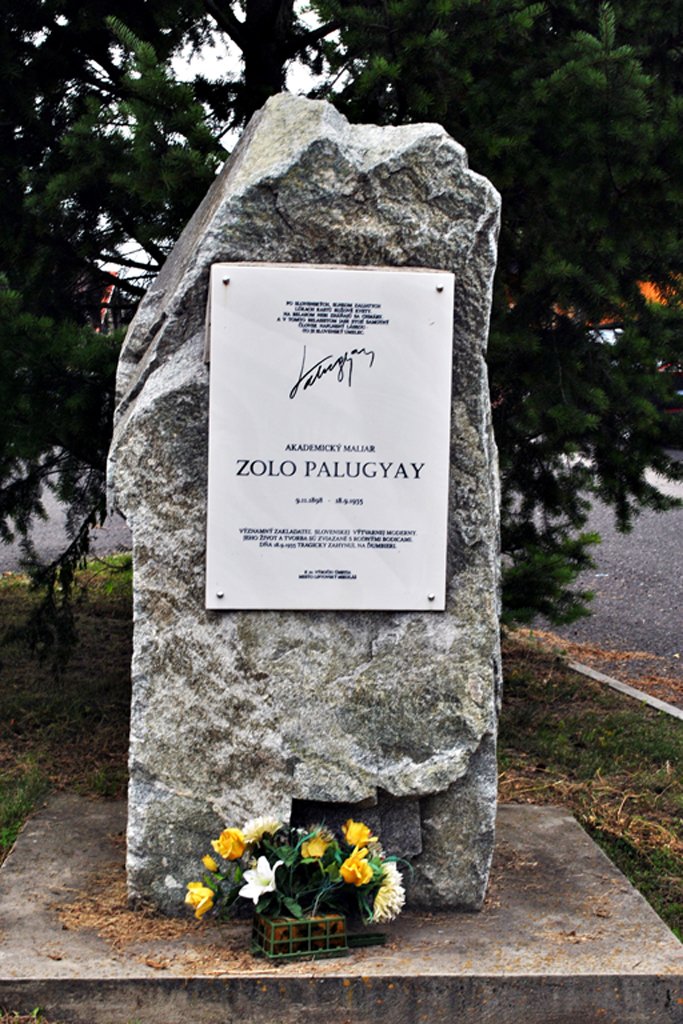
Plaque commémorative dans son village natal de Liptovský Mikuláš.

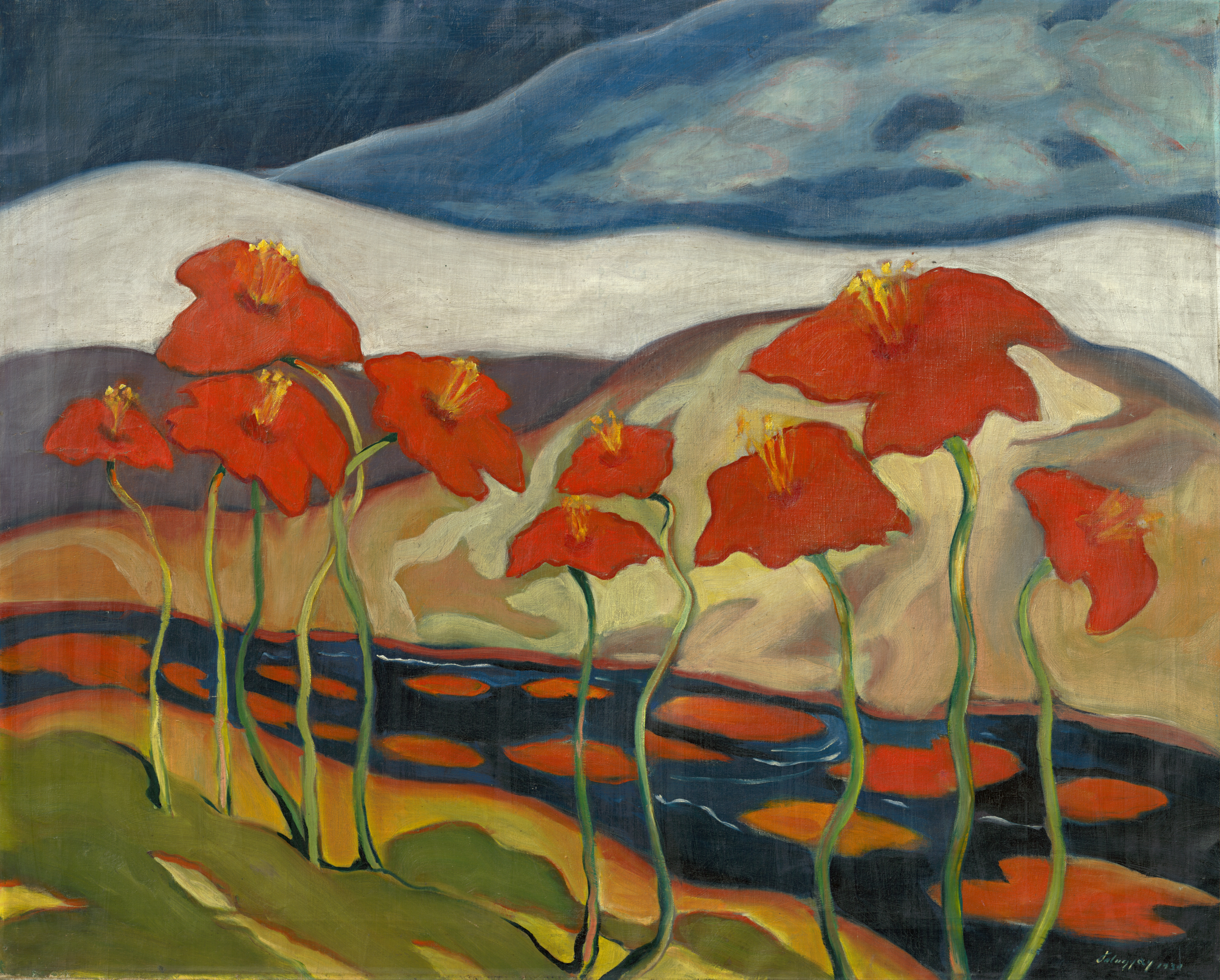
Paysage avec fleurs, de Zoltán Palugyay, peinture réalisée en 1930, conservé à la Slovenská národná galéria.

Zoltán Palugyay (1898-1935) est un peintre austro-hongrois et slovaque. Il est appelé le fondateur de la peinture moderne slovaque.

## Biographie
Zoltán Palugyay est né dans une ancienne famille hongroise. Diplômé de l'école secondaire en 1916, il est appelé sur le front italien durant la Première Guerre mondiale. Il commence alors sa carrière de peintre comme soldat de l'armée austro-hongroise.
Il étudie après la guerre dans les académies d'art de Budapest (1919-20, Eduard Ballo), de Cracovie (1920-21, W. Jarocki), de Berlin et de Hambourg (1921), puis dans une école privée (Hans Hofmann) à Munich de 1924 à 1926. Il retourne en Slovaquie à l'été 1926 dans le manoir familial (en partie détruit aujourd'hui) de Bodice (Bodafalu en hongrois), à 4 km de Liptovský Mikuláš. Il expose en tant qu'invité (par Peter Július Kern) à la première exposition d'après-guerre de la future Association des Artistes Slovaques à Liptovský Mikuláš. Il est fortement influencé par le travail de László Mednyánszky marqué par l'abolition entre modernité et intemporalité, et par une nostalgie d'un monde passé irrécupérable.
Il obtient en 1930 avec Miloš Alexander Bazovský (en) une bourse de fin d'étude et voyage avec ce dernier en France, en Suisse et en Allemagne. Il travaille intensément durant la période 1930-1935, expose avec Bazovský et Janko Alexy et participe activement au début de la colonie artistique Maliarska (Maliarska kolónia).
Disparu en montagne le 18 septembre 1935, son corps, relativement bien conservé, est retrouvé près du pic de Ďumbier dans le massif des Basses Tatras en juillet 1936. Dans son sac à dos ont été retrouvés quelques dessins. Il est inhumé auprès des siens le 17 juillet 1937 à Liptovský Mikuláš.
Il épousa Katarína née Gallotsik (1910–1968) dont Eva Palugyay (1929–2011), épouse Ricotti, peintre académique et restauratrice pour la Galerie Nationale Slovaque.[incompréhensible] Bianka Palugyay (1901–1965), sœur de Zoltán, fut également une artiste.

## Littérature
- Abelovský J. -  Bajcurová K.: Výtvarná moderna slovenska, maliarstvo a sochárstvo ("Art moderne slovaque, peinture et sculpture") 1890 -1949, Ed. Peter Popelka, publication SlovArt, Bratislava 1997 str. 227 – 232.
- Slovensko kultúra I. časť ("Culture slovaque", Vol.1), Obzor, Bratislava 1979, str. 902 -903.
- Slovenský biografický slovník (Dictionnaire biographique slovaque) IV. Zväzok M-Q, Matica Slovenská, Martin 1990, 390 -391.